# Club Atlético Germinal
O Club Atlético Germinal, também conhecido como Germinal Rawson ou Germinal, é um clube esportivo localizado em Rawson, capital da província de Chubut, na Argentina, fundando em 3 de setembro de 1922. A sua principal atividade é o futebol, onde atualmente joga no Torneo Federal A, terceira divisão do futebol argentino para clubes indiretamente afiliados à Associação do Futebol Argentino (AFA).
No futebol, a nível regional, o clube conta com 25 títulos da Liga de Fútbol Valle del Chubut, e a nível nacional, conquistou um título, na quarta divisão do Campeonato Argentino de Futebol como um dos campões do Torneo Regional Federal Amateur de 2022–23. O clube não possui estádio próprio, por isso, manda seus jogos no estádio El Fortín, em Rawson, inaugurado em 1975 e com capacidade para 10.000 espectadores.

## Cronologia no Futebol Argentino
| Divisão  | Competição                      | Período                                     | Associação |
| Terceira | Torneo Federal A                | 2023 — hoje                                 | CFFA (AFA) |
| Quarta   | Torneo Regional Federal Amateur | 2022–23                                     | CFFA (AFA) |
| Quarta   | Torneo Federal B                | 2014, 2015, 2016–Complementario             | CFFA (AFA) |
| Quarta   | Torneo Argentino B              | 1997–98, 2002–03, 2004–05, 2012–13, 2013–14 | CFFA (AFA) |

## Títulos
| Divisão | Competição                      | Total | Ano(s) / Temporada(s) | Fonte |
| ------- | ------------------------------- | ----- | --------------------- | ----- |
| Quarta  | Torneo Regional Federal Amateur | 1     | 2022–23               | [ 4 ] |

| Divisão  | Competição                      | Total | Ano(s) / Temporada(s) | Fonte |
| -------- | ------------------------------- | ----- | --------------------- | ----- |
| Primeira | Liga de Fútbol Valle del Chubut | 25    |                       | [ 3 ] |